# Râul Teiu, Olt
Râul Teiu este un afluent al râului Olt. 